# هراخوویشتی
هراخوویشتی (به چکی: Hrachoviště) یک منطقهٔ مسکونی در جمهوری چک است که در ناحیه ییندریخوف هرادتس واقع شده‌است. هراخوویشتی ۴٫۹ کیلومتر مربع مساحت و ۸۷ نفر جمعیت دارد و ۴۵۸ متر بالاتر از سطح دریا واقع شده‌است.